# Liberec
Liberecⓘ (niem. Reichenberg, rom. Libercys) – miasto w północnych Czechach nad Nysą Łużycką, stolica kraju libereckiego, ośrodek sportów zimowych położony u podnóży Ještěda. W 1577 roku miejscowość otrzymała prawa miejskie. 
Po I wojnie światowej była to stolica prowincji Niemieckie Czechy (niem. Deutschböhmen, cz. Německé Čechy). Do końca II wojny światowej zamieszkiwany był głównie przez Niemców sudeckich. W czasie II wojny Liberec był stolicą Okręgu III Rzeszy – Kraju Sudetów.
Na początku 2024 roku, z populacją wynoszącą ponad 107 tys., Liberec zajmował piąte miejsce pod względem liczby ludności w Czechach.

## Położenie
Miasto leży w północnych Czechach, w Sudetach Zachodnich, na terenie Kotliny Żytawskiej (cz. Žitavská pánev; przedłużeniem tej kotliny po stronie polskiej jest Obniżenie Żytawsko-Zgorzeleckie), w Kotlinie Libereckiej (cz. Liberecká kotlina), pomiędzy Górami Izerskimi na północy a Grzbietem Jesztiedzkim na południu.
Ratusz leży na wysokości 374 m n.p.m. Najniższy punkt w granicach miasta znajduje się w części zwanej Machnín – 325 m n.p.m., a najwyższy na szczycie Ještědu – 1012 m n.p.m. Przez miasto przepływa Nysa Łużycka oraz jej dopływy – Černá Nisa i Harcovský potok.

## Wybrane zabytki
- Pałac (XVI w.), zbudowany w stylu renesansowym w latach 1583–1587, następnie wielokrotnie przebudowywany. Wyróżnia się kaplica z kasetonowym stropem i oratorium podpartym przez pięć kolumn toskańskich.
- Domki Waldsztejnskie z lat 1678 - 1681, najstarsze zachowane domy w centrum miasta.[3]
- Ratusz (XIX w.), zbudowany w stylu neorenesansowym, na podstawie projektu Franza Neumanna w latach 1888–1893.
- Łaźnie miejskie z lat 1900–1902 roku, obecnie siedziba galerii.
- kościół św. Antoniego Wielkiego

## Rekreacja i wypoczynek
Liberec jest dość chętnie odwiedzanym miastem przez osoby poszukujące aktywnego wypoczynku. Oprócz kompleksu narciarskiego w mieście istnieją dwa aquaparki – Plavecký bazén Liberec i Centrum Babylon Liberec (część kompleksu hotelowego i rozrywkowego) oraz jedno odkryte kąpielisko Koupaliště Vápenka.
W mieście znajduje się ogród zoologiczny oraz ogród botaniczny

## Demografia
| Rok             | 2008   | 2016    | 2024    |
| --------------- | ------ | ------- | ------- |
| Liczba ludności | 99 721 | 103 288 | 107 982 |
| Liczba mężczyzn | 47 859 | 49 851  | 51 851  |
| Liczba kobiet   | 51 862 | 53 437  | 56 131  |

## Osoby związane z Libercem
- Emil Artin (1898–1962) – austriacki matematyk
- Marcela Augustová (ur. 1965) – czeska dziennikarka i prezenterka telewizyjna
- Guido Beck (1903–1989) – niemiecki fizyk
- Barbara Bouchet (ur. 1943) – amerykańska aktorka, biznesmenka pochodzenia niemieckiego
- Vlasta Burian (1891–1962) – czeski aktor, znany jako „król komików”
- Martin Cikl (ur. 1987) – czeski skoczek narciarski
- Christoph Demantius (1567–1643) – kompozytor niemiecki
- Martin Damm (ur. 1972) – czeski tenisista
- Lukáš Derner (ur. 1983) – czeski hokeista
- Tomáš Enge (ur. 1976) – czeski kierowca wyścigowy
- Herbert Feigl (1902–1988) – austriacki filozof
- Gustav Ginzel (1931–2008) – niemiecki podróżnik i wspinacz
- Ladislav Hampl (ur. 1981) – czeski aktor
- Konrad Henlein (1898–1945) – przywódca Niemców Sudeckich
- Zuzana Hejnová (ur. 1986) – czeska lekkoatletka
- Heinrich Herkner (1863–1932) – ekonomista
- Stanislav Hnělička (ur. 1922) – czeski wojskowy
- Kamillo Horn (1860–1941) – niemiecki kompozytor
- Petr Jeništa (ur. 1977) – czeski aktor
- Oldřich Kaiser (ur. 1955) – czeski aktor i komik filmowy i teatralny
- Jiří Kořínek (1906–1989) – czeski esperantysta i tłumacz
- Harald Kreutzberg (1902–1968) – niemiecki tancerz i teoretyk baletu
- Pavel Liška (ur. 1971) – czeski aktor
- Radek Lonc (ur. 1977) − czeski kulturysta
- Olga Lounová (ur. 1981) – czeska aktorka i śpiewaczka
- Markus Lüpertz (ur. 1941) – niemiecki malarz związany z ruchem neoekspresjonizmu
- Ludmila Macešková (1898–1974) – czeska poetka i pisarka, publikująca pod pseudonimem Jan Kameník
- Jaroslav Masopust (ur. 1929) – czeski lekarz, biochemik, profesor Uniwersytetu Karola w Pradze
- Roderich Menzel (1907–1987) – czeski i niemiecki tenisista, dziennikarz, scenarzysta i pisarz
- Jaroslav Nedvěd (ur. 1969) – czeski hokeista
- Petr Nedvěd (ur. 1971) – czeski hokeista
- Miroslava Pleštilová (ur. 1966) – czeska aktorka
- Ferdinand Porsche (1875–1951) – niemiecki konstruktor samochodów
- Fritz Preissler (1908–1948) – czeski saneczkarz
- Otfried Preussler (ur. 1923) – niemiecki pisarz, autor literatury dziecięcej
- Joseph Proksch (1794–1864) – kompozytor, nauczyciel Bedřicha Smetany
- Kateřina Průšová (ur. 1983) – czeska modelka (Miss České republiky 2002)
- Jaroslav Řídký (1897–1956) – czeski kompozytor, dyrygent i pedagog
- František Xaver Šalda (1867–1937) – czeski krytyk literacki, dziennikarz i pisarz
- Augustin Schramm (1907–1948) – niemiecki komunista, agent NKWD i StB
- Karel Vacek (1902–1982) – czeski kompozytor piosenek
- Jan Víšek (ur. 1981) – czeski hokeista
- Benjamin Vomáčka (ur. 1978) – czeski piłkarz
- Luděk Zelenka (ur. 1973) – czeski piłkarz

## Sport
Miasto było organizatorem Mistrzostw Świata w Narciarstwie Klasycznym 2009. Jest także siedzibą klubów sportowych: 
- AC Slovan Liberec (lekkoatletyka)
- Bílí tygři Liberec (hokej na lodzie)
- Dukla Liberec (narciarstwo)
- Dukla Liberec (piłka siatkowa)
- FC Slovan Liberec (piłka nożna)
- Kondoři Liberec (koszykówka)

## Miasta partnerskie
- Francja: Amiens, Dunkierka
- Holandia: Amersfoort
- Niemcy: Augsburg, Żytawa
- Rosja: Kowrow[7][8]
- Izrael: Naharijja, Izrael
- Szwajcaria: St. Gallen

## Galeria zdjęć

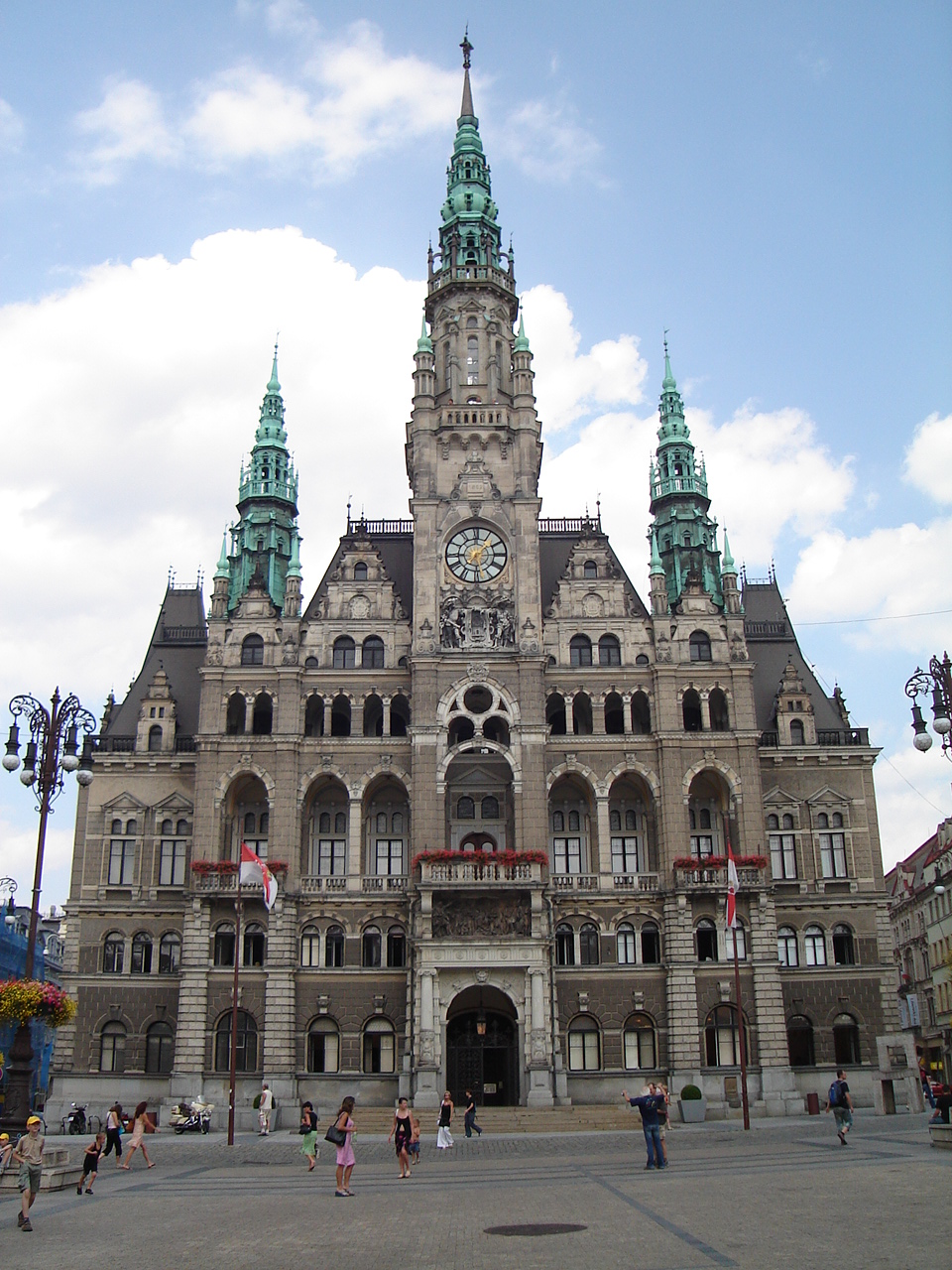
Ratusz w Libercu (1893)
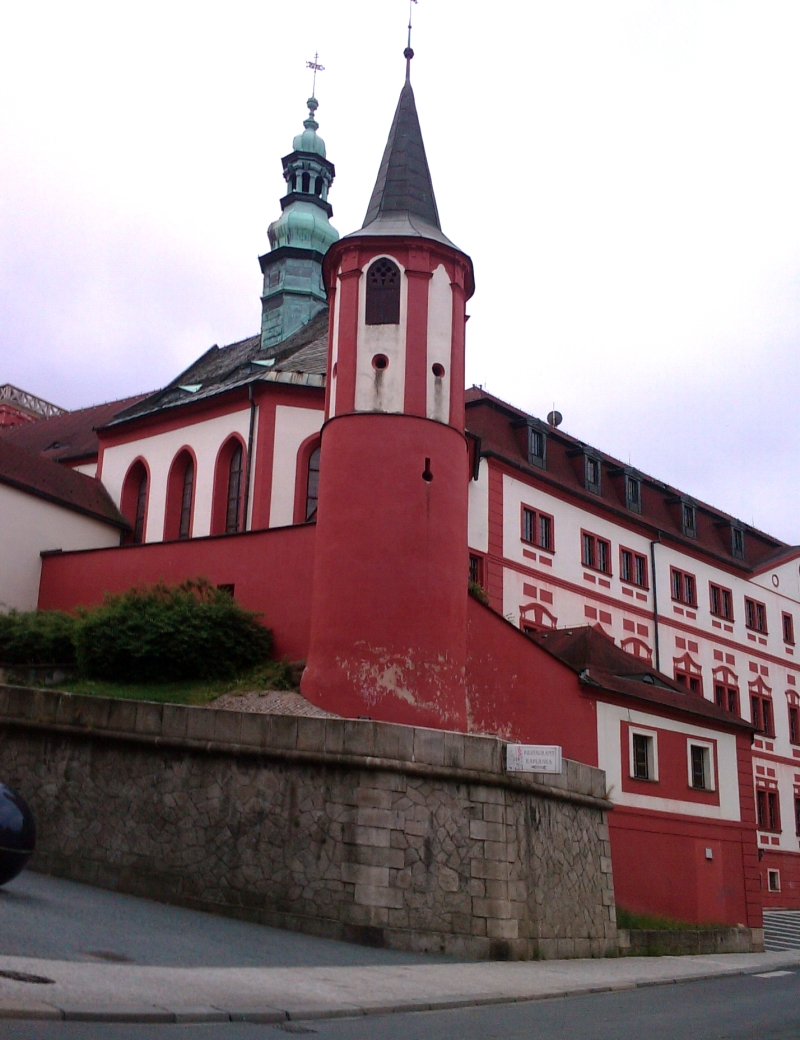
Nowy Zamek
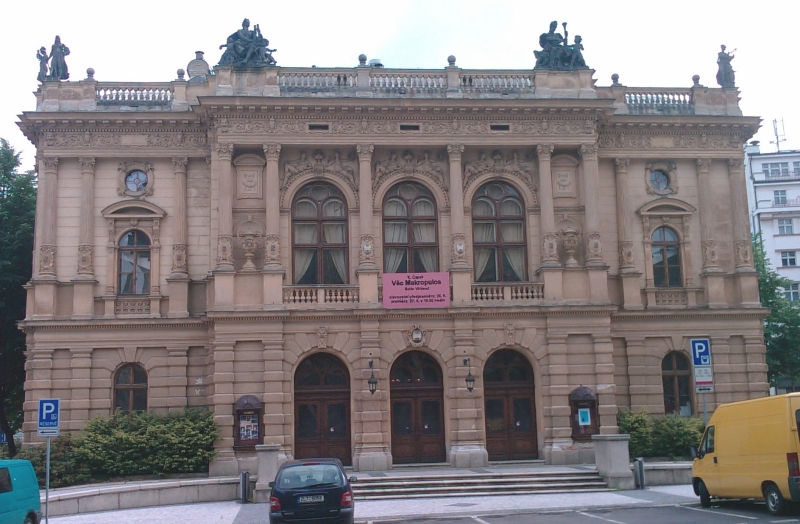
Opera
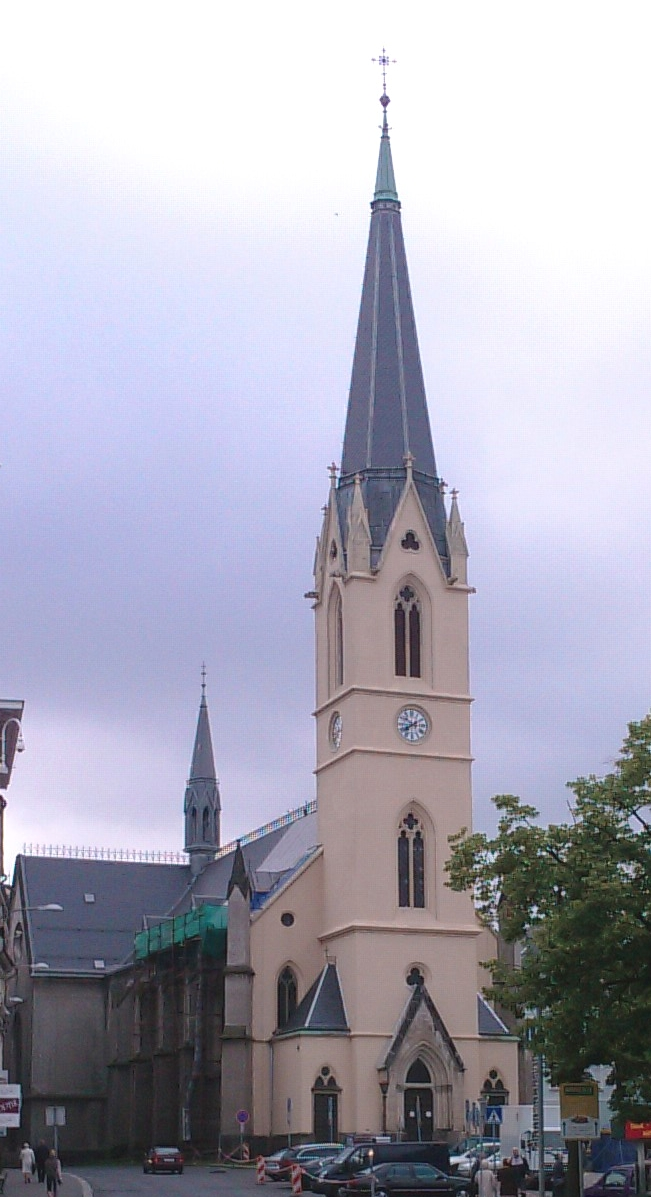
Kościół św. Antoniego
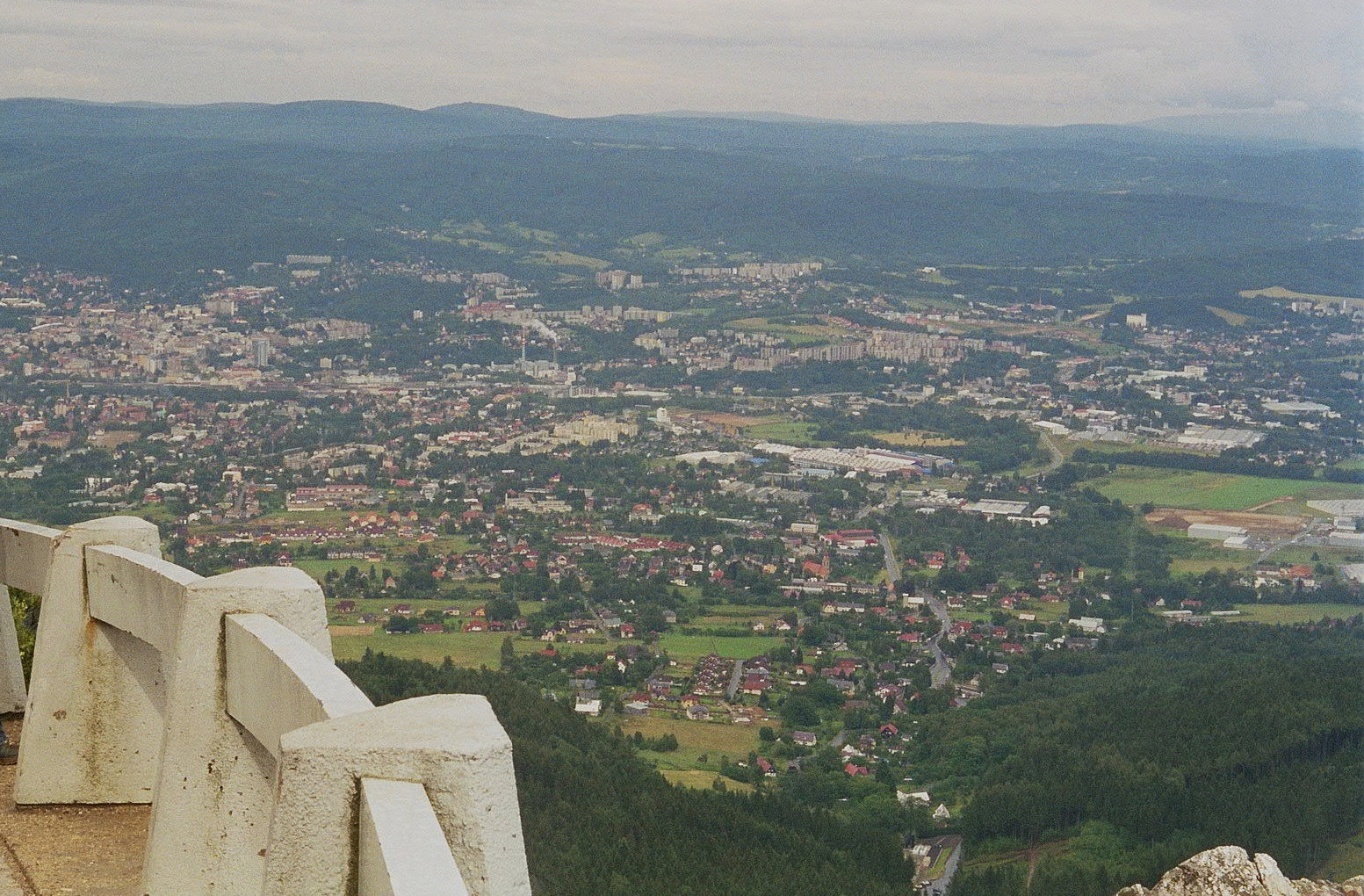
Widok na miasto ze szczytu Ještěda